# Insurgentes
| 전문가 평가         | 전문가 평가 |
| 평가 점수           | 평가 점수   |
| 출처                | 점수        |
| ------------------- | ----------- |
| Allmusic            | [ 2 ]       |
| All About Jazz      | [ 3 ]       |
| Classic Rock        | 8/10        |
| Kerrang!            | [ 4 ]       |
| musicOMH            | [ 5 ]       |
| Record Collector    | [ 6 ]       |
| Rolling Stone       | (positive)  |
| Sound and Vision    | [ 8 ]       |
| The Mercury         | [ 9 ]       |
| Times Herald-Record | (B+)        |

《Insurgentes》는 프로그레시브 록 밴드 포큐파인 트리의 창립자이자 프론트맨으로 알려진 영국의 음악가이자 음악 프로듀서인 스티븐 윌슨이 발표한 데뷔 스튜디오 음반이다. 이 음반은 2008년 1월부터 8월까지 멕시코에서 일본, 이스라엘에 이르는 전 세계 스튜디오에서 녹음되어 2008년 11월에 스페셜 디럭스 멀티 디스크 통신 판매 버전으로 발매되었으며, 2009년 2월에 소매 발매가 예정되어 있다. 윌슨 본인에 따르면, 이 음반에는 "그가 만든 가장 실험적인 노래 기반의 음악"이 들어있다. 이 음반의 이름은 녹음된 곳 근처에 있는 멕시코시티에서 가장 긴 거리인 아베니다 데 로스 인수르헨테스에서 따왔다.

## 배경
2008년 7월 16일, 아베니다 데 로스 인수르헨테스 근처에 위치한 UNAM의 시우다드 유니베르시타리아의 에스파시오 에스쿨토리코(스페인어로 조각 공간) 중앙 조각상에 구름 낀 하늘 배경과 "STEVEN WILSON - INSURGENTES ...COMING SOON..."이라는 문구가 스티븐 윌슨의 공식 페이지에 나타났다.
8월 6일, 스티븐 윌슨과 라세 호일의 각각의 마이스페이스 페이지와 라세 호일의 유튜브 페이지에 트레일러 비디오가 게시되었다. 8월 8일부터 윌슨의 웹 페이지에도 게시되었다. 예고편에 수록된 곡은 음반의 첫 번째 곡인 〈Harmony Korine〉이다. 라세 호일은 포큐파인 트리, 블랙필드, 오페스, 드림 시어터, 그리고 최근에는 파인애플 씨프의 비주얼 및 비디오 감독으로 공동 작업하고 있다. 이 예고편은 음반과 함께 나오는 그가 감독한 같은 이름의 다큐멘터리의 것이다.
8월 25일, 《Insurgentes》 마이크로 사이트가 개설되었고, 10월 6일부터 사람들은 이 음반을 사전 주문할 수 있었다. 스페셜 에디션은 금방 매진되었다.
9월 28일, 〈Get All You Deserve〉라는 곡을 3+1⁄2분 편집한 두 번째 예고편이 공개되었다(음반 길이 6:17). 10월 22일부터 〈Get All You Deserve〉은 《Porcupine Tree Sampler 2008》이라는 제목으로 모든 포큐파인 트리 멤버들의 사이드 프로젝트의 샘플러 트랙을 수록한 음반에서 찾을 수 있다.
트레일러에 등장하는 여성은 라세 호일, 칼 글로버와 함께 음반의 책자를 위해 사진을 캡처한 수잔나 모야호이다. 그녀는 또한 〈Only Child〉와 〈Port Rubicon〉 트랙에 구어를 제공하기도 했다.
〈Veneno para las hadas〉라는 트랙은 카를로스 엔리케 타보아다가 감독한 1984년 같은 이름의 멕시코 공포 영화의 이름을 따왔다.

## 영향
스티븐 윌슨은 조이 디비전, 킬링 조크, 플레이밍 립스, 마이 블러디 밸런타인, 그리고 더 큐어와 같은 밴드를 예로 들며 포스트 펑크와 슈게이징 음악을 음반의 주요 영향력으로 언급하고 있다. 그는 이 음반 또한 매우 소음과 드론 지향적이라고 말한다.

## 발매

### 한정 디럭스 에디션
스페셜 디럭스 에디션은 더블 CD와 DVD-A로 3000부, 10인치 (250 mm) 바이닐 (100그램)로 한정되어 있었다. 모두 120페이지 분량의 하드백북이 포함되어 있으며, 2008년 10월 마이크로사이트에서 헤드폰 더스트 통신 판매로 한정되어 있었고, 2주 만에 다 팔렸다. 이 판은 2008년에 발매되었지만 2009년 발매로 여겨진다.
CD/DVD-A 에디션에는 음반 자체가 포함되어 있으며, 두 번째 CD는 같은 세션 동안 녹음되었지만 최종 트랙 리스트에서 제외되었다. DVD-A에는 음반의 5.1 서라운드 사운드 믹스, 24비트 스테레오 해상도, 온라인에 게시된 음반의 예고편, 그리고 라세 호일 영화 《Insurgentes》의 18분짜리 클립이 포함되어 있다. 바이닐판에는 CD/DVD-A 버전의 모든 곡이 수록되어 있다.
윌슨은 수요가 많아 스페셜 에디션의 재출시를 잠시 고려했고 결국 그러지 않기로 결정했지만 나중에 그의 SoundCloud.com 계정을 통해 스페셜 에디션 보너스 디스크의 모든 추가 트랙을 풀 해상도의 WAV로 출시했다.

### 한정판 바이닐 에디션
케이스코프는 2009년 3월 30일에 발매된 더블 LP 바이닐 에디션을 발매했는데, 이 음반에는 〈The 78〉을 제외한 Side D의 디럭스 에디션의 모든 보너스 트랙이 수록되어 있다. 이 음반은 2,000장으로 제한되었고, 오직 버닝 셰드 온라인 상점에서만 구할 수 있었다.

## 곡 목록
모든 곡들은 스티븐 윌슨에 의해 작사/작곡하였다.
| #   | 제목                                         | 재생 시간 |
| --- | -------------------------------------------- | --------- |
| 1.  | 〈Harmony Korine〉                           | 5:08      |
| 2.  | 〈Abandoner〉                                | 4:48      |
| 3.  | 〈Salvaging〉                                | 8:17      |
| 4.  | 〈Veneno para las hadas〉                    | 5:57      |
| 5.  | 〈No Twilight Within the Courts of the Sun〉 | 8:37      |
| 6.  | 〈Significant Other〉                        | 4:31      |
| 7.  | 〈Only Child〉                               | 4:24      |
| 8.  | 〈Twilight Coda (기악)〉                     | 3:25      |
| 9.  | 〈Get All You Deserve〉                      | 6:17      |
| 10. | 〈Insurgentes〉                              | 3:55      |